# Antoni Estreicher
Antoni Estreicher (właśc. Izydor Antoni Estreicher, też: Estrejcher, ur. 30 maja 1826 w Krakowie, zm. 22 marca 1906 w Warszawie) – polski lekarz, społecznik, filantrop.

## Życiorys[2][3][4][5]
Urodził się jako czwarty syn lekarza oraz botanika Alojzego Rafała Estreichera, rektora Uniwersytetu Jagiellońskiego, i Antoniny z domu Rozbierskiej (1798-1892). Jego (młodszym) bratem był m.in. bibliograf i dyrektor Biblioteki Jagiellońskiej Karol Estreicher, szwagrem zaś ekonomista Julian Dunajewski. W dzieciństwe, razem z sześciorgiem rodzeństwa, mieszkał w kamienicy Estreicherów przy pl. Szczepańskim 2, a latem także w służbowym mieszkaniu ojca przy Ogrodzie Botanicznym UJ (dziś Collegium Śniadeckiego). Studiował medycynę na UJ i otrzymał tam dyplom lekarza w 1849. W tym samym roku rozpoczął pracę w szpitalu cholerycznym w Krakowie i dalsze studia kliniczne na UJ pod kierunkiem Macieja Brodowicza i Józefa Dietla. W 1851 przyznano mu dekret pochwalny za „niezmordowaną pilność i pracę jaką w opatrywaniu chorych podejmował” w czasie epidemii cholery w Krakowie w roku 1849. W 1852 został doktorem medycyny UJ po przedstawieniu rozpraw: O chorobach nerek pod względem anatomii patologicznej i O tasiemcu. 
Przez pewien czas studiował w Wiedniu, w 1853 zdał zaś egzamin lekarski w Warszawie. Tamteż zamieszkał na stałe, kupił dom przy ul. Wiejskiej (w 1854 praktykował przy Nowym Świecie 1245 w Pałacu Zamojskich, gdzie „ubogim bezpłatnie rad udzielał”) i założył rodzinę. Ożenił się z Marią Anną Grabowską (zm. 1934), z którą miał pięcioro dzieci: dwóch synów (Kazimierza (1881–1928), rzeźbiarza, i Stanisława (1880–1943)) oraz trzy córki (Wandę (1885–1932) i, zmarłe w dzieciństwie, Marię i Jadwigę). Podczas wojny krymskiej (1853–1856) był lekarzem – ordynatorem w szpitalach wojskowych, później praktykował w warszawskich szpitalach: św. Łazarza i św. Rocha. W latach 1865–67 przebywał na stażu w Paryżu.
Nazywany był „ojcem chorych” oraz „lekarzem i dobroczyńcą ubogich”, których tysiące przez wiele lat, głównie w najbiedniejszych dzielnicach Warszawy, na Starym Mieście i Powiślu, leczył za darmo, a także wpomagał pieniężnie, sam popadając wskutek tego często w poważne kłopoty finansowe. Zdobył uznanie ofiarnym ratowaniem chorych w czasie epidemii cholery nawiedzających kilkukrotnie w XIX wieku Warszawę. Zawód swój uważał niejako za posłannictwo; posiadając umiejętność przynoszenia ulgi cierpiącym, czuł się w obowiązku o każdej porze być zawsze gotowym na wezwanie; nie odmawiał nigdy i nikomu udania się do chorego. W ludowym tygodniku Czytelnia Niedzielna, który współredagował, publikował artykuły popularyzujące higienę, zajmował się problemami społecznymi, walczył z pijaństwem. Był inicjatorem w 1861 powstania w Warszawie pierwszej ochronki dla dzieci przy ul. Chmielnej. Także współautor Rysu zasad chirurgii wojennej, instrukcji, która obowiązywała w powstaniu styczniowym. 
W 1902 obchodził jubileusz pięćdziesięciolecia pracy zawodowej. Z tej okazji prasa opisywała jego sylwetkę następująco: Przez długi szereg lat widzieć można było w krańcowych dzielnicach miasta, na Powiślu lub pod okopami, charakterystyczny jednokonny ekwipaż, którym zacny jubilat objeżdżał swoją biedotę, niosąc radę i ulgę w suterenach i na poddaszach i udzielając pomocy nie tylko lekarskiej, lecz częstokroć i doraźnej pieniężnej, gdy widział, ze na zlecone przezeń środki lecznicze lub odżywcze chory nie może się zdobyć. To też obecność jego przy łóżku chorego wlewa zawsze otuchę i nadzieję w serca biedaków, odejściu zaś częściej towarzyszą podziękowania i błogosławieństwa, niż choćby najskromniejsze honorarium. Dzięki temu, jak również dzięki niezmiernej uczynności i gotowości spieszenia z pomocą pieniężną tym, którzy się o to do niego zwracali i którzy, jak to najczęściej bywa, nie dotrzymywali zaciągniętych zobowiązań, dziś, po 50-letniej mozolnej pracy, pozostał jubilatowi zamiast powoziku „kijek na podpórkę”, i z nim, na wpół zgarbiony, krąży w dalszym ciągu po zaułkach Warszawy. W kolejnym roku został członkiem honorowym Towarzystwa Lekarskiego Warszawskiego. Leczeniem biednych zajmował się do swoich ostatnich dni. Pochowany został na warszawskich Powązkach, a w jego pogrzebie za trumną szły tłumy ubogich mieszkańców miasta. Jego grób nie zachował się.